# 涂妍
涂妍（1975年1月—），贵州道真人。女，仡佬族。1995年7月参加工作，1992年12月加入中国共产党。中华人民共和国政治人物。

## 生平
2014年5月，任共青团贵州省委书记、党组书记。2021年3月，出任中共黔西南州委副书记。同年10月，兼任中共贞丰县委书记。